# HD 50281
HD 50281 är en dubbelstjärna belägen i den mellersta delen av stjärnbilden Enhörningen. Den har en skenbar magnitud av ca 6,58 och kräver åtminstone en handkikare för att kunna observeras. Baserat på parallax enligt Gaia Data Release 2 på ca 114,3 mas, beräknas den befinna sig på ett avstånd på ca 29 ljusår (ca 8,8 parsek) från solen. Den rör sig närmare solen med en heliocentrisk radialhastighet på ca -7 km/s.

## Egenskaper
Primärstjärnan HD 50281 A är en orange till gul stjärna i huvudserien av spektralklass K3.5 V. Den har en massa som är ca 0,8 solmassor, en radie som är lika med ca 0,75 solradier och har ca 0,23 gånger solens utstrålning av energi från dess fotosfär vid en effektiv temperatur på ca 4 700 K.
En följeslagare av magnitud 10,16 med gemensam egenrörelse, betecknad HD 50281 B, är belägen med en vinkelseparation från primärstjärnan av 58,8 bågsekunder vid en positionsvinkel på 181°, år 2015. Denna är en misstänkt dubbelstjärna med komponenter med individuell skenbar magnitud 10,6 och 11,1, och spektralklass M2.5 V. Vid koordinaterna för denna följeslagare finns en källa till röntgenstrålning. En tredje följeslagare av magnitud 14,04, HD 50281 C, ligger med en separation av 9,6 bågsekunder från HD 50281 B.